# نووورالسک
شهر نووورالسک (به روسی: Новоуральск) در کشور روسیه و در اوبلاست سوردلوفسک واقع شده‌است.